# Yasmina Reza
Yasmina Reza (Párizs, 1959. május 1. –) francia dramaturg, író, színésznő és forgatókönyvíró  színdarabjait világszerte játsszák, sok elismerést kap értük. 

## Élete
Yasmina Reza 1959. május 1-jén egy iráni mérnök és egy budapesti magyar hegedűművésznő (mind a ketten zsidó származásúak) lányaként, Párizsban született. Színházi pályafutását színésznőként kezdte, Molière és Marivaux kortárs műveinek és klasszikus előadásaival.
Első darabja, a Conversations après un enterrement, amelyet először 1987-ben adtak elő, Molière-díjat kapott a legjobb íróként, másodszorra pedig a La traversée de l'hiverrel „a régió legjobb nyilvános előadásáért” kapta meg.
A nemzetközi sikert következő műve, az Art (1994) hozta, amelyet több mint harminc nyelvre fordítottak le és mutattak be, amiért ismét a legjobb szerzőnek járó Molière-rel díjazták. A West Enden bemutatott brit produkcióért 1997-ben megkapta a Laurence Olivier-díjat és a legjobb vígjátéknak járó Evening Standard Award-díjat, míg a Broadway-n bemutatott amerikai produkció 1998-ban a legjobb szórakoztatásért járó Tony-díjat. A műnek több televíziós adaptációja is volt.
1997-ben jelentette meg első regényét, a Hammerklaviert.
1999-ben tagja volt az 52. Cannes-i Filmfesztivál hivatalos zsűrijének.
2007-ben követte Nicolas Sarkozy elnökválasztási kampányát, kiadva a Hajnal, este vagy éjszaka (L'aube le soir ou la nuit) című darabját.

## Művei

### Dramaturgiák
- Conversations après un enterrement (1983 / 1984)
- La traversée de l'hiver (1989)
- "Art" (1994)
- L'homme du hasard (1995)
- Az élet három változata (Trois versions de la vie) (2001)
- Une piece espagnole (2004)
- Az öldöklés istene (Le Dieu du carnage) (2007)
- Bella figura (2015)
- Anne-Marie la Beauté (2020)

### Regények
- Hammerklavier (1997)
- Elhagyatottság (Une désolation) (1999)
- Férfiak, akiket nem lehet szeretni (Adam Haberberg) (2003)
- Nulle part (2005)
- Dans la luge d'Arthur Schopenhauer (2005)
- L'aube le soir ou la nuit (2007)
- Heureux les heureux (2013)
- Babylone (2016)
- Serge (2022)[16]

## Magyarul
- Hajnalban, este vagy éjszaka. Sarkozy-portré; ford. Fáber András; Palatinus, Budapest, 2010
- Babilon; ford. Kiss Kornélia; Magvető, Budapest, 2021
- Serge; ford. Kiss Kornélia, Magvető, Budapest, 2023

## Filmográfia

### Forgatókönyvíró
- Jusqu'à la nuit, rendezte: Didier Martiny (1983)
- À demain, rendezte Didier Martiny (1992)
- Le pique-nique de Lulu Kreutz, rendezte: Didier Martiny (2000)
- Az öldöklés istene, rendezte: Roman Polański (2011)

### Színész
- Que les gros salaires lèvent le doigt!, rendezte: Denys Granier-Deferre (1982)
- Jusqu'à la nuit, rendezte Didier Martiny (1983)
- À demain, Didier Martiny (1992)
- Loin, rendezte: André Téchiné (2001)

## Elismerései
Molière-díj
- 1987 – Conversations après un enterrement : legjobb szerző
- 1990 – La traversée de l'hiver : a legjobb regionális bemutató
- 1995 – Art : legjobb szerző

Tony-díj
- 2009 – Az öldöklés istene (Le Dieu du carnage)

Renaudot-díj
- 2016 – Babylone

## Fordítás
Ez a szócikk részben vagy egészben  a   Yasmina Reza című olasz Wikipédia-szócikk ezen változatának fordításán alapul.  Az eredeti cikk szerkesztőit annak laptörténete sorolja fel. Ez a jelzés csupán a megfogalmazás eredetét és a szerzői jogokat jelzi, nem szolgál a cikkben szereplő információk forrásmegjelöléseként.